# かながわ新運動
かながわ新運動（かながわしんうんどう）とは、1990年から2010年3月まで神奈川県内で展開されていた交通安全運動である。従来展開されていた「バイクにおける三ない運動」を完全に見直し、高校生自身が主体となって、学校・家庭・地域が相互に協力連携しつつ支援していく「高校生の、高校生による、高校生のための交通安全運動」をモットーとしていた。

## 沿革
1950年代から1960年代にかけて、日本は経済復興と道路網の整備を果たし、自動車や二輪車の売り上げが好調となった。1958（昭和33）年に始まった第一次バイクブームや、鈴鹿サーキットの完成（1961（昭和36）年）に始まるモータースポーツの開始、名神（1963年（昭和38年））・東名（1968年（昭和43年））などの高速道路開通といったイベントも、自動車・二輪車の普及を加速させる要因となった。一方で、1950年代から1970年代初頭にかけて交通事故も増加傾向にあり、1959（昭和34）年に交通事故死者数が1万人の大台を突破。1961（昭和36）年には読売新聞が初めて「交通戦争」という言葉を使用して交通安全を訴えるようになるなど、交通事故が重大な社会問題の一つになりつつあった。

### 高校生とバイク
1950年代、騒音をたてて二輪車で公道を走り回る「かみなり族」や深夜に急発進・急停車しながら走り回る「サーキット族」などの若者が出現し、社会問題となっていた。1972（昭和47）年に富山市で起こった集団暴走事件以降、こうした危険な走行をする若者の二輪車集団は「暴走族」と呼ばれるようになる。「サーキット族」やその後の「暴走族」の流行は、高校生の補導事件や交通事故を産み、1970年台初頭から二輪車の使用制限・禁止を行う学校が出現し始めた。1970年代後半には、高校生のオートバイ運転を禁止する「三ない運動」や「四ない運動」と呼ばれる交通安全運動が広がり始める。こうした動きを受け、神奈川県では1980（昭和55）年以降、神奈川県高等学校交通安全運動推進会を中心に、従来の「四ない運動」に「親は子供の要求に負けない」を加えた「4+1ない運動」が進められていくこととなる。
「4+1ない運動」の導入後、1980年代前半には、高校生の交通事故数は一時的に減少傾向に転じるも、1980年代後半には再び増加し、「三ない運動」および「4+1ない運動」の有効性が疑問視する声が産まれた。さらに、1988年に免許取得者を県警の実技講習会に参加させる取り組みが行われた県立津久井浜高等学校で、生徒の交通事故件数が前年度比5割減少したことから、「4+1ない運動」への反発がより強まる結果となった。1989（平成元）年、神奈川県は二輪車を規制する「4+1ない運動」の見直しを決意。翌年から、通学利用は禁止するものの、家庭での利用を生徒の自主性に委ねる方針を定め、「かながわ新運動」として新たな交通安全教育がスタートした。神奈川県の方針転換をきっかけに、三ない運動の見直しの機運が高まり、単なる規制ではなく、乗せた上での指導を行う学校が増加していったとされる。
2010（平成22年）4月、かながわ新運動は廃止され、新たな交通安全教育運動「スタートかながわ」が開始された。

## 内容
- 「4+1ない運動」の批判としてあった高校生自身が運動の主体となっていないという点を踏まえ、「かながわ新運動」では高校生が主体的に行動・参加することが求められている[4]。
- 学校側の規制が完全に廃止されたわけではなく、通学時の二輪車使用の禁止や安全運転実技講習会の実施、運転免許取得状況の把握が学校側にも求められている[4]。
- 従来、交通安全問題は学校と生徒間の問題として捉えられてきたが、「かながわ新運動」では「家庭」の役割が明記されている。具体的には、親が子供に対して交通安全や遵法精神の教育を行うこと、免許取得について学校と連携すること、安全運転のための具体的指導を行うことなどが定められている[4]。

## 評価
- 2002年、県立平塚工科高等学校校長で県高等学狡交通安全教育研究会に所属していた小磯章治は、導入前年の1989年から2001年にかけて県内の高校生における交通事故死者数および交通事故発生件数が減少したことについて、生徒数の減少という別の要因を指摘しつつ、「かながわ新運動」を含めた交通安全教育の結果であると評価している。一方で、研究会が主催して行ったアンケート結果を踏まえ、高校生の交通安全意識や「かながわ新運動」の認知度が低いと指摘。さらに学校現場では、「かながわ新運動」の主旨である「生涯を安全に生きる」という視点が欠け、消極的な取り組みが見られると批判した[7]。